# 貝扎哈
貝扎哈（Bezaha）為位在馬達加斯加的城鎮，由阿齊莫-安德列發那區南貝蒂烏基縣（Betioky Sud District）管轄。2001年人口普查估計該城鎮人口約有19,000人。
貝扎哈擁有當地的機場。該城鎮的教育機構除了小學，還有初級中學以及高級中學。該城鎮提供鎮民醫療服務。
從事農業和畜牧業的居民各佔該城鎮勞動人口的45%。稻米為該城鎮最主要的作物，而其他主要作物還有豆類、木薯以及番薯等。另外從事服務業的居民佔該城鎮勞動人口的10%。